# Wyższa Szkoła Inżynierii Gospodarki w Słupsku
Wyższa Szkoła Inżynierii Gospodarki w Słupsku – niepubliczna techniczna szkoła wyższa, powstała w 2003 roku jako Wyższa Szkoła Biznesu Wiejskiego, początkowo z siedzibą w Warcinie, a od 2006 w Słupsku. Od 2009 roku pod funkcjonuje pod obecną nazwą.
WSIG w Słupsku została wpisana do rejestru szkół wyższych zawodowych pod nr 273. Zgodę na jej utworzenie, po wydaniu pozytywnej opinii przez Państwową Komisję Akredytacyjną, wydał Minister Edukacji Narodowej i Sportu.
Kształci na studiach niestacjonarnych, I stopnia na kierunku Gospodarka przestrzenna oraz Geodezja i Kartografia, a także podyplomowych.
Wśród założycieli Uczelni jest grono naukowców zajmujących się gospodarka przestrzenną i szeroko rozumianą problematyką rozwoju obszarów wiejskich, w tym wielofunkcyjnym modelem gospodarowania zasobami.